# Centre for Economic Policy Research
Cet article concerne le centre de recherche européen. Pour le centre de recherche basé à Washington, voir Center for Economic and Policy Research.
Le Centre for Economic and Policy Research (CEPR) est un centre de recherche en économie basé à Londres, et qui regroupe de nombreux chercheurs européens.

## Histoire
Le CEPR est fondé en 1983, par l'économiste britannique Richard Portes,. Les locaux de l'institution sont alors installés à Londres. Richard Baldwin préside l'institution de 2014 à 2018, et sert de rédacteur en chef jusqu'en 2021. Beatrice Weder di Mauro est présidente depuis 2018, avec Philippe Martin comme vice-président,.
Le CEPR ouvre son premier bureau en Europe continentale à Paris du fait du retrait du Royaume-Uni de l'Union européenne. Ce nouveau bureau doit devenir, en 2025, son siège. L'Institut d'études politiques de Paris, qui fait partie des membres fondateurs de l'institution, la loge sur son campus parisien avec le soutien, notamment, de la Banque de France.

## Documents de travail
Le centre publiait ses recherches sous le nom de CEPR Discussion Paper Series. Il s'agit de la deuxième plus importante série de documents de travail, avec près de 1 000 publications annuelles, derrière le National Bureau of Economic Research (États-Unis) et 250 colloques par an.

## Membres
En 2022, le CEPR atteignait le chiffre de 1 600 économistes membres à travers le monde. Deux tiers des professeurs d'économie de Sciences Po Paris sont membres du CEPR. Parmi les 1 600 membres se trouvent, notamment :
- Laurent-Emmanuel Calvet
- Sergueï Gouriev[11]
- Isabelle Méjean
- Hélène Rey
- Étienne Wasmer
- Ekaterina Zhuravskaya